# Ádi Šankara
Ádi Šankara (v dévanágarí आदि शङ्कर), známý také pod jménem Šankara Bhagavatpádáčárja (učitel u nohou íšvary) a Ádi Šankaráčárja (první Šankaráčárja kláštera Džjótir Math) byl indický filozof a nejvýznamnější představitel školy védánty.

## Život a názory
Šankara byl první indický filosof, který formuloval indickou filosofickou školu advaita-védántu. Jeho učení bylo založené na čistém monismu a ztotožnění individuálního bytí (átma) s universálním bytím (brahman). Základní ideou Šankarova čistého monismu je uznání absolutní reality jediného světového ducha — bráhmana. Viditelný svět považoval za projev bráhmana, který vytváří tento svět pomocí magické síly máje.
Ádi Šankara cestoval po Indii za účelem propagace filosofie jedné reality v diskusích s nejznámějšími indickými filosofy a světci. Založil ve čtyřech hlavních oblastech Indie kláštery (matha) a jejich představenými se stali jeho žáci Padma-páda, Hasta-málaka, Tótakáčárja a Vartika-kára, aby tuto nauku udržovali. Šankara sám napsal komentáře na všechny prasthánatrají (Bhagavadgítu, Brahmasútru a hlavní Upanišady) v Gaudapádíja-karikách. Známá jsou také filosofická pojednání o védántské filosofii jedné reality v Upadéša-sahasrí. Šankara citoval často z upanišad, když argumentoval proti učení sánkhji a jiným indickým filosofickým školám. Napsal i mnoho stóter (básní) oslavujících Kršnu, Višnua, Šivu, Déví, Gangu a další. Jeho údajně poslední dílo se nazývá Prabódha sudhákara (Měsíc Probuzení), v němž oslavuje čistou bhakti ke Kršnovi.